# Ливно
Ли́вно (босн. і хорв. Livno, серб. Ливно) — місто в південно-західній частині Боснії і Герцеговини. Адміністративний центр Кантону 10 Федерації Боснії і Герцеговини (за адміністративно-територіальним поділом, прийнятим у хорватській частині Федерації — Герцег-Боснійської жупанії), найважливіше місто кантону, його культурне і економічне осереддя.

## Географія

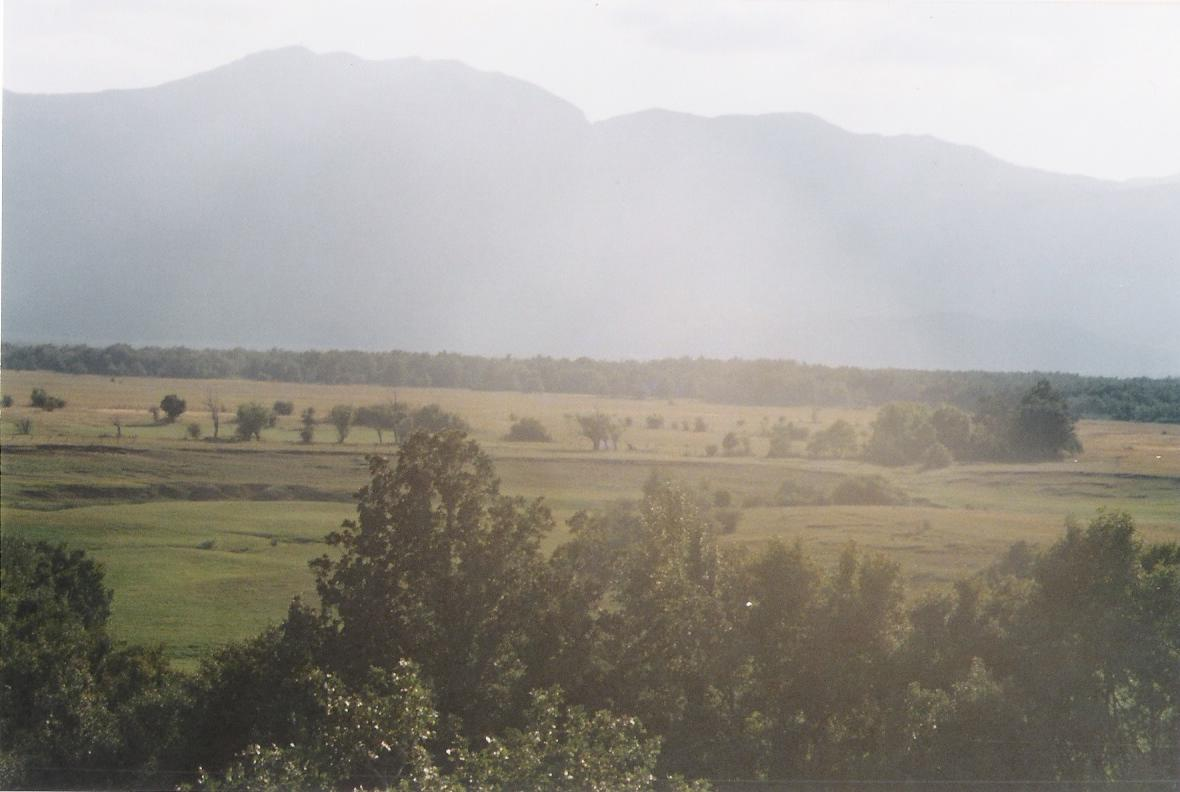
Ливненське карстове поле і гора Динара

Ливно розташоване між Томиславградом, Гламочем, Босанско-Грахово, Купресом та хорватським кордоном, на відстані 127 км від Мостара, 212 км від Сараєва, 167 км від Баня-Луки і 96 км від Спліта.

### Клімат
Місто знаходиться у зоні, котра характеризується вологим континентальним кліматом з теплим літом. Найтепліший місяць — липень із середньою температурою 17.8 °C (64 °F). Найхолодніший місяць — січень, із середньою температурою 0 °С (32 °F).
| Клімат Ливна            | Клімат Ливна | Клімат Ливна | Клімат Ливна | Клімат Ливна | Клімат Ливна | Клімат Ливна | Клімат Ливна | Клімат Ливна | Клімат Ливна | Клімат Ливна | Клімат Ливна | Клімат Ливна | Клімат Ливна |
| Показник                | Січ.         | Лют.         | Бер.         | Квіт.        | Трав.        | Черв.        | Лип.         | Серп.        | Вер.         | Жовт.        | Лист.        | Груд.        | Рік          |
| Середня температура, °C | 0            | 0            | 4            | 8            | 12           | 16           | 18           | 18           | 14           | 9            | 5            | 1            | 8            |
| Норма опадів, мм        | 93           | 97           | 86           | 88           | 77           | 96           | 61           | 63           | 72           | 110          | 170          | 169          | 1180         |
| ----------------------- | ------------ | ------------ | ------------ | ------------ | ------------ | ------------ | ------------ | ------------ | ------------ | ------------ | ------------ | ------------ | ------------ |
| Джерело: Weatherbase    |              |              |              |              |              |              |              |              |              |              |              |              |              |

## Демографія

### 1971
Муніципалітет Ливно — всього: 42 118 жителів
- Хорвати — 31 657 осіб (75,16 %)
- Мусульмани — 5 087 (12,07 %)
- Серби — 4 791 (11,37 %)
- Югослави — 434 (1,03 %)
- Інші — 149 (0,37 %)

### 1991
Муніципалітет Ливно — всього: 40,600 осіб
- Хорвати — 29 324 (72,22 %)
- Мусульмани — 5 793 (14,26 %)
- Серби — 3 913 (9,63 %)
- Югослави — 1 125 (2,77 %)
- Інші та невідомі — 445 (1,09 %)

Саме місто Лівно — всього: 10 080 мешканців
- Мусульмани — 3 899 (38,68 %)
- Хорвати — 3 504 (34,76 %)
- Серби — 1 556 (15,43 %)
- Югослави — 946 (9,38 %)
- Інші та невідомі — 175 (1,75 %)

## Історія

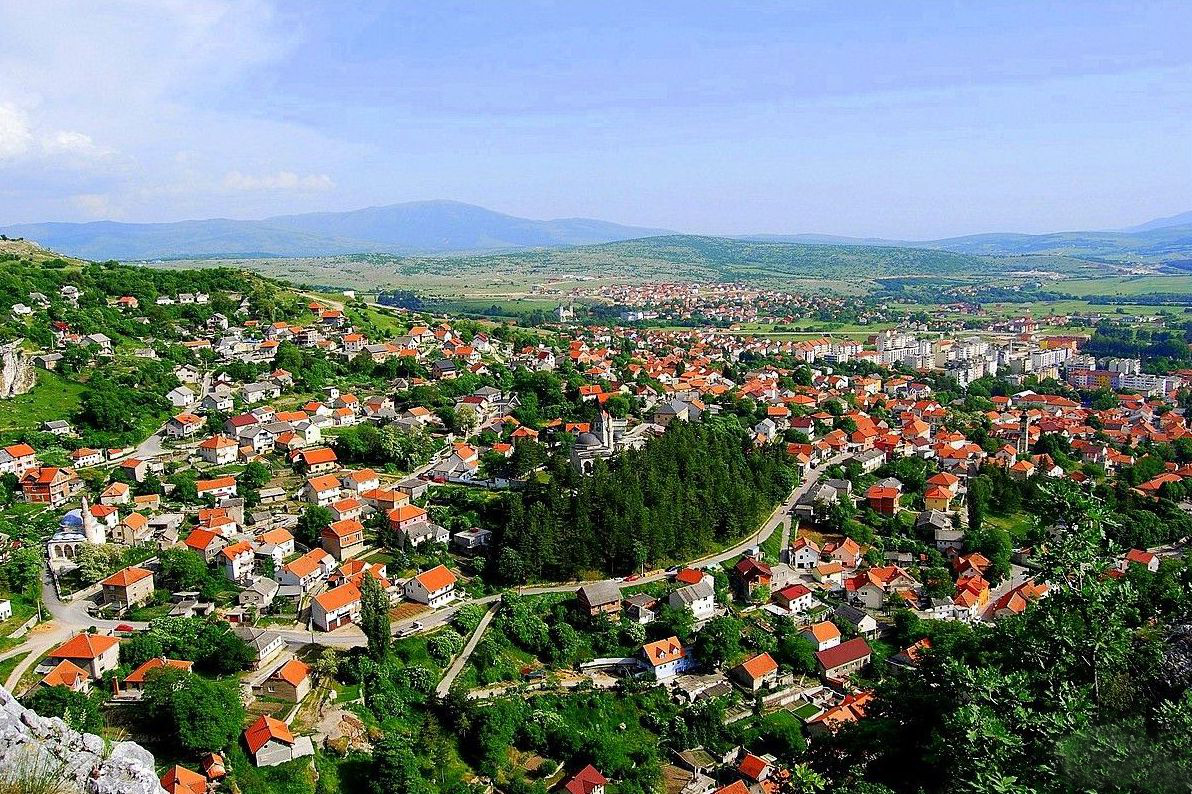
Панорама Ливна

У римську добу ця місцевість входила у провінцію Далмація. Найдавніша писемна згадка про Ливно міститься у Грамоті хорватського князя Мунцімира від 28 вересня 892 р., тому цей день відзначається як дата заснування міста. Візантійський імператор Костянтин Багрянородний згадує Ливно 949 р. у своїй праці «De Administrando Imperio». У той час це був центр однойменної жупи у Королівстві Хорватія. З 1199 р. місто належало до Захумля, а з 1326 по 1463 р. — входило до складу Боснійського королівства.
Початок XV століття приніс османське панування на наступні 400 років. Німим свідком тих часів залишається мечеть «Главиця» — один із найбільш упізнаваних архітектурних символів Ливна. Збудована за проектом Сінана 1574 р., вона височить на пагорбі над старовинним містом, річкою Бистриця та джерелом Думан у верхній частині старого міста Ливна.
1878 р. Ливно захопили австро-угорські війська. З 3-тисячною зосередженою навколо міста османською та мусульманською міліцією люто билися вояки з Далмації та піхотна дивізія з Осієка, остаточно зайнявши місто 27 вересня.
З 1918 р. — у складі Королівства сербів, хорватів і словенців. Із перейменуванням королівства на Югославію у 1929 р. ввійшло у Приморську бановину з центром у Спліті, що наблизило Ливно до Хорватії, а 1939 р. з утворенням бановини Хорватії місто потрапило до її складу.
У 1941-45 рр. Ливно опинилося в Незалежній Державі Хорватія, належачи спочатку до Великої жупи Плива і Рама, а з 5 липня 1944 — до Великої жупи Хум. Із серпня по жовтень 1942 р. місто було під контролем партизанів та відігравало дуже важливу роль для партизанського опору, оскільки у партизани вступили ключові постаті Хорватської селянської партії з Ливна Флоріан Сучич та Іван Пеліван, мобілізувавши багатьох інших місцевих хорватів. Ще один відомий учасник боїв у районі Ливна, хорватський поет Іван Горан Ковачич написав тоді свій найвідоміший твір — поему «Яма». Коли в жовтні 1942 р. війська усташів вибили партизанів із Ливна, з партизанами вирішили відійти аж півтори тисячі мирних жителів.
Після закінчення Другої світової війни Ливно опинилося в Соціалістичній Республіці Боснії і Герцеговини — складовій частині Соціалістичної Федеративної Республіки Югославії, а після падіння останньої в 1992 р. під час війни в Боснії і Герцеговині перебувало під контролем Хорватської Республіки Герцег-Босна.